# 더 엑스 팩터
더 엑스 팩터(The X Factor)는 사이먼 코웰의 주도로 2004년 9월부터 방송중인 리얼리티 음악 오디션 프로그램으로, 영국에서 시작되었으며 현재는 폴란드, 호주, 벨기에, 콜롬비아, 체코, 덴마크, 그리스, 아이슬란드, 이탈리아, 네덜란드, 스페인, 프랑스, 노르웨이 등에서도 이 프로그램의 포맷을 이용한 프로그램이 만들어졌다.

## 기타 훼손 사건
2019년 우크라이나 심사위원 드미트로 슈로프가 참가자가 노래를 못 부른다는 이유로 참가자 아버지가 죽기전 참가자 한테 주신 기타를 빼앗아 부셔버리는 역대급 범죄행각을 보여줬다. 심사위원은 참가자 한테 욕설을 내뱉으며 퇴장했고 참가자는 울음을 터트렸다. 그 심사위원은 전세계 사람들에게 비난을 받고있다고 한다. 그렇게 심사위원은 나락으로 떨어지고 심사위원이 우크라이나 침공 당시 도움을 요청하는 영상을 올렸으나 기타훼손 사건 때문에 현재 까지 욕을 먹고 있다. 이 사건으로 이 프로그램은 제작이 중단됐다.

## 같이 보기
- 더 보이스 (텔레비전 프로그램)